# Prockiopsis
Prockiopsis är ett släkte av tvåhjärtbladiga växter. Prockiopsis ingår i familjen Achariaceae.
Kladogram enligt Catalogue of Life:
| Prockiopsis | \| \| Prockiopsis calcicola \| \| \| \| \| \| Prockiopsis grandis \| \| \| \| \| \| Prockiopsis hildebrandtii \| \| \| \| \| \| Prockiopsis orientalis \| \| \| \| \| \| Prockiopsis razakamalalae \| \| \| \| |
|             | \| \| Prockiopsis calcicola \| \| \| \| \| \| Prockiopsis grandis \| \| \| \| \| \| Prockiopsis hildebrandtii \| \| \| \| \| \| Prockiopsis orientalis \| \| \| \| \| \| Prockiopsis razakamalalae \| \| \| \| |
|             | Prockiopsis calcicola |
|             | |
|             | Prockiopsis grandis |
|             | |
|             | Prockiopsis hildebrandtii |
|             | |
|             | Prockiopsis orientalis |
|             | |
|             | Prockiopsis razakamalalae |
|             | |